# Little Witch in the Woods
Little Witch in the Woods — инди-игра в жанре симулятора жизни, разработанная и изданная южнокорейской студией Sunny Side Up. Игра была запущена в раннем доступе в середине 2022 года для платформ Windows, Xbox One и Xbox Series X/S, а полноценный релиз запланирован на 2023 год. В игре рассказывается об Элли, ведьме-ученице, которая живёт в лесу, носит говорящую ведьмовскую шляпу по имени Вергилий, умеет ловить рыбу и варить зелья. Она должна завершить свое обучение, помогая жителям близлежащих деревень и встречаясь с другими ведьмами.

## Отзывы
Находясь в раннем доступе, игра получила положительные отзывы критиков; её сравнивали с Stardew Valley из-за пиксельной эстетики и схожести игрового процесса. Элис Белл из Rock Paper Shotgun сказала, что она «не может смириться с тем, насколько это прекрасно», и что в трейлере «безупречное чувство комедийного момента». Хоуп Беллингхэм из GamesRadar + назвала игру «похожей на пиксельную версию Kiki’s Delivery Service» и отметила, что это «уютная игра», которую они «определенно рекомендуют». Гленн Уилсон из Gamezebo назвал систему дня и ночи в игре «умной», поскольку она меняет поведение внутриигровых существ. Лорен Мортон из PC Gamer отметила «классную музыку» и внешний вид игры, который она назвала «несомненно симпатичным».